# Área recreativa Lago Gatún

## Áreas de Conservación y Vida Silvestre Protegidas por el Ministerio de Ambiente de Panamá (MIAMBIENTE)
- Área de Conservación la Cuenca del Canal

Área recreativa Lago Gatún, se localiza cerca de Cativá, comunidad La Represa, a unos 15 minutos de la ciudad de Colón, al noreste del Lago Gatún. Es una zona protegida, ya que forma parte del corredor interoceánico. El corredor interoceánico abarca  desde el parque natural Metropolitano en la ciudad de Panamá, hasta la ciudad de Colón, en la República de Panamá. El lugar se caracteriza por contar con recursos naturales de bellos paisajes terrestres y acuáticos. 
En el Lago Gatún, en donde fue creada esta área, es de gran relevancia, ya que este  lago artificial es considerado de suma importancia porque abastece de agua al Canal de Panamá, para la travesía de los barcos, que por allí transitan, aparte de que su entorno protege el ecosistema por su alta reserva forestal.  En este lugar se pueden realizar diversas actividades, tales como: pescar, merendar, caminar ya que cuenta con senderos de fácil acceso y de diversidad biológica. 
Existen varios senderos: Sendero El Búho, Sendero al lago. También cuenta con mirador con vista al Lago Gatún y paseo en bote por el Lago Gatún.